# Saint-Laurent-de-Belzagot
Saint-Laurent-de-Belzagot korábbi község Franciaországban, Charente megyében. Lakosainak száma 392 fő (2018. január 1.). Saint-Laurent-de-Belzagot Courgeac, Juignac, Montboyer, Montmoreau-Saint-Cybard, Saint-Eutrope, Saint-Martial, Bors és Saint-Amant-de-Montmoreau községekkel határos.
2017. január 1-jén négy másik korábbi községgel egyesült és az így létrejött Montmoreau új község része lett.

## Népesség
A település népessége az elmúlt években az alábbi módon változott:
| Lakosok száma | 286  | 289  | 290  | 326  | 351  | 374  | 396  | 407  | 394  | 392  |
|               | 1968 | 1975 | 1982 | 1990 | 1999 | 2011 | 2013 | 2015 | 2017 | 2018 |